# Ganzhousaurus
Ganzhousaurus (що означає «ящірка Ганьчжоу») — вимерлий рід овірапторідних динозаврів, відомий з пізньокрейдяної формації Наньсьонг округу Нанькан міста Ганьчжоу провінції Цзянсі на півдні Китаю. Він був знайдений у маастрихтському відкладенні та містить один вид Ganzhousaurus nankangensis. Відрізняється поєднанням примітивних і похідних ознак.

## Філогенез
Філогенетичний аналіз відносить Ganzhousaurus до групи Oviraptoridae. В межах Oviraptoridae його філогенетичне положення є більш нестабільним. Має деяку схожість з базальним caenagnathid Gigantoraptor.